# Viksängs distrikt
Viksängs distrikt är ett distrikt i Västerås kommun och Västmanlands län. 
Distriktet ligger sydost om Västerås centrum. 

## Tidigare administrativ tillhörighet
Distriktet inrättades 2016 och utgörs av en del av det område som före 1918 utgjorde Västerås stad.
Området motsvarar den omfattning Viksängs församling hade vid årsskiftet 1999/2000 och som den fick 1991 efter utbrytning ur Västerås domkyrkoförsamling.